# Курятенко Олег Анатолійович
Олег Анатолійович Курятенко (19 березня 1972, Суботів, Чигиринський район, Черкаська область, Українська РСР, СРСР) — колишній селищний голова смт Новоозерне Євпаторійської міської ради.
З 1993 року по 2008 рік був військовослужбовцем Збройних сил України, підполковник ЗСУ. Потім став приватним підприємцем і організував «Благодійний фонд Донузлав». 2 листопада 2010 року став селищним головою Новоозерного, після перемоги на місцевих виборах як самовисуванець. Пізніше, він став членом Партії регіонів. 3 квітня 2013 року Курятенко було затримано, за підозрою в отриманні хабара. 6 квітня 2013 року він був звільнений під заставу. На час судового розслідування він був відсторонений від посади. Після анексії Криму Росією залишився на своїй посаді, проте покинув її через півроку.

## Біографія
Народився 19 березня 1972 року в селі Суботів, Чигиринського району, Черкаської області. У 1979 році пішов у перший клас у восьмирічній школі в Суботові. З 1987 року по 1989 рік навчався в школі № 10 в місті Сміла. З 1989 року по 1993 рік навчався в Ульяновському вищому військовому-технічному училищі. З 1993 року по 1998 рік проходив службу в Очакові в окремій бригаді спеціального призначення. З 1998 року по 2000 рік навчався в Національної академії оборони України у Києві, після чого Міністерством оборони України був призначений командиром складу пального у військовій частині Південної військово-морської бази України у селищі Новоозерне, а пізніше начальником служби пального. У 2003 році служив у Севастополі як начальник служби пального, надалі командир берегової бази 5-го військового містечка в Новоозерному. З 2004 року по 2007 рік — начальник відділу тилу в званні підполковника, а з 2007 року — заступник командира, начальник логістики Південної військово-морської бази України.
У 2008 році звільнився зі Збройних сил України і працював директором філії нафтової компанії «Татнафта-Укрнафтопродукт» в Миколаїві. У 2009 році звільнився з компанії і став приватним підприємцем. У 2010 році заснував і очолив організацію «Благодійний фонд Донузлав».
31 жовтня 2010 на місцевих виборах Олег Курятенко як самовисуванець став головою селища Новоозерне. На виборах йому протистояли 6 кандидатів (Юрій Ватолін, Володимир Догонов, Роман Герасимчук, Сергій Молодецький, Володимир Колесник і Віктор Пятницький). 2 листопада 2010 він вступив у свою нову посаду. Невдовзі Олег Курятенко став членом Партії регіонів, як селищний голова і як член кадрового реєстру Верховної Ради Автономної Республіки Крим поступив в національну академію державного управління при Президентові України у Києві.
16 липня 2011 року підписав угоду з міським головою Докучаєвська Ігорем Скорбіліним про встановлення партнерських відносин між Докучаєвськом і Новоозерним. Влітку 2011 року Курятенко видав припис негайно закрити молодіжний табір АнтиНАТО, а наступного літа він був запрошений на даний форум як почесний гість. На цьому заході також були присутні: генеральний консул Російської Федерації в АР Крим Володимир Андрєєв, депутат Верховної Ради України Вадим Колесніченко, член Президії Верховної Ради Криму Сергій Цеков, депутат Верховної Ради АР Криму Сергій Шувайников та інші.
У грудні 2011 року група депутатів селищної ради Новоозерного звернулася до Президента України Віктора Януковича. На їх думку, через бездіяльність Олега Курятенко збиток для місцевого бюджету склав майже 1 млн гривень.
У жовтні 2012 року він відзвітував про підсумки двох років роботи як селищного голови перед жителями Новоозерного. На цьому заході також були присутні депутат Верховної Ради АР Крим Віктор Дрібной, секретар міської ради Євпаторії Анжела Ніколаєнко та селищний голова Мирного Олег Парасків. Як про свої досягнення Курятенко повідомив про ремонт шкільного спортивного залу, про те, що була налагоджена робота водопроводу, також йому вдалося врегулювати дорожній рух у Новоозерному, оновити та нанести нову розмітку. Також він зазначив, що були закуплені урни, контейнери і відремонтовані деякі покрівлі в селищі. Курятенко критикують за те, що на керівні посади у Новоозерному були призначені його близькі родичі, у тому числі, з кримінальним минулим.
3 квітня 2013 Олег Курятенко був затриманий, за підозрою в отриманні хабара у розмірі 5 тисяч доларів США. Підозрюється, що він за посередництва співучасника вимагав 5 тисяч доларів за вирішення питання про виділення земельної ділянки. Прокуратурою Євпаторії було розпочато кримінальне розслідування за частиною 3 статті 368 Кримінального кодексу України. МВС Криму повідомило про те, що Курятенко діяв через посередника і самі гроші до нього не дійшли. До селищному голові звернувся приватний підприємець, який збирався побудувати пансіонат і звернувся з проханням про виділення земельної ділянки площею 2 гектара. Міський голова пообіцяв дозволити прохання, але натомість зажадав 5 тисяч доларів США. Вказану суму від бізнесмена отримав посередник біля будівлі селищної ради. Гроші які були позначені як хабар були вилучені співробітниками Головного управління по боротьбі з економічною злочинністю ще до того, як їх передали одержувачу.
За інформацією «Центру журналістських розслідувань» причиною затримання Курятенко міг бути конфлікт з одним із депутатів селищної ради Новоозерного. Арешт Курятенко увійшов в низку вбивств і кримінальних справ проти мерів населених пунктів у Криму з 2010 року по 2013 рік. Також розглядається версія встановлення донецьким кланом контролю над курортами Криму. Сам Курятенко говорив, що затримання відбулося через помсту тих кому він відмовив у виділенні земельної ділянки. Сталося це через те, що у Новоозерного немає генерального плану і тому немає законних підстав виділяти земельні ділянки. Він також вважає, що правоохоронні органи вели себе некоректно надаючи публічності цій справі. Незабаром після арешту Курятенко група депутатів селищної ради відправила листа народним депутатам України Олегу Парасківу і Вадиму Колесніченко з проханням втрутитися у ситуацію.
6 квітня 2013 він був звільнений під заставу в розмірі розмірі 60 тисяч гривень. Через деякий час Курятенко пішов у двотижневу відпустку. Його справу розглядає Сакський міжрайонний суд, на час судового розслідування Олег Анатолійович Курятенко був відсторонений від посади.
Під час політичної кризи в Україні в грудні 2013 року Курятенко таємно зустрічався з Президентом України Віктором Януковичем, дана інформація стала відома після опублікування блокнота Костянтина Кобзаря, керівника служби безпеки Януковича. Після анексії Криму Росією залишився на своїй посаді, проте залишив її через півроку.
Восени 2015 року російський окупаційний Сакський районний суд визнав Курятенка винним в отриманні хабаря (пункт б, частина 5 статті 290, ч. 1 ст. 327 Карного Кодексу РФ) та присудив його до трьох років позбавлення волі. Однак через закінчення терміну давнини його було звільнено..
2017 року закінчив Національну академію державного управління при Президенті України за спеціальністю «парламентаризм і парламентська деяльність». Тема магістерської роботи: «Тенденції формування державно-управлінської еліти в сучасній Україні». У березні 2017 року був кандидатом на заміщення посади заступника голови Чигиринської районної державної адміністрації.

## Сім'я
Виховує двох дітей: дочку Анастасію (1994) та сина Олександра (2005).